# 華僑協会
華僑協会（かきょうきょうかい）は、1942年3月頃、日本軍が、占領統治下の東南アジア各地で設立させた、日本軍に協力する華人の有力者の団体組織。強制献金を推進するなどした。第25軍占領下のシンガポールでは昭南華僑協会が華僑協会を統括し、マラヤの華人有力者に総額5,000万海峡ドルの献金を強要したほか、食糧不足や連合軍による反攻の懸念を背景として移民による開墾を推進、勤労奉仕隊の要員募集を行うなどした。

## 華僑協会の設立

### マラヤ
1941年12月19日、ペナンに入場した日本軍 (第25軍)は「華僑協会」結成を指令した。
1942年2月26日、ジョホール州ムアルでは、対日協力のための「治安会」を組織。

### シンガポール
1942年2月15日にシンガポールを占領した日本軍（第25軍）は、占領直後に実施した華僑粛清の集団検問の際、拘束した華人の有力者20余名を殺害せずにフォート・カニング下の教会跡に監禁し、集団検問で拘束した林文慶博士らを脅迫・説得して日本軍に協力する民族団体を結成させた。
日本軍は林博士らに華人の有力者を集めさせ、同年3月2日に吾廬倶楽部に集められた華僑の有力者2,30人に対して、黄堆金が治安維持会の設立を提案、林博士らは「華僑は当地の僑民に過ぎず、参政権を持たないので、治安維持の責務は負えない」と主張して政治的活動を行わない「華僑協会」を組織することで合意し、マライ軍政部の承認を受けて、対日協力団体組織昭南華僑協会が発足、会議出席者は全員「華僑連絡員」として襟章を渡された。
華僑協会が設立されると、特別警察隊は、軟禁していた華僑の有力者ら20数名を、軍政協力を条件として釈放し、監禁を解かれた華人の有力者や、同団体の庇護を求めてやってきた華人の有力者が協会に合流した。
設立当初の昭南華僑協会の組織の概要は下記のとおり。
- 主席： 林文慶
- 副主席： 黄兆珪
- 理事長：呂天保
- 理事会：理事22人で構成
- 財務担当 1名
- 秘書： 曾郭棠・陳育崧

昭南華僑協会は当初吾廬倶楽部を事務所にしており、後に中華総商会に移転した。

### 北ボルネオ
ボルネオ守備軍占領下の北ボルネオでは、1942年8月にクチンの長老・王長水を会長とする「華僑協会」が結成された。

## 華僑献金の推進

### マラヤ
昭南華僑協会が発足すると、マライ軍政部次長兼総務部長・渡辺渡配下の高級嘱託高瀬通が同協会顧問となり、その通訳で台湾人の黄堆金（Wee Twee Kim）が同協会を監督して、マレー半島各州の華僑協会を統括し、5,000万ドル強制献金の募集を推進した。
華僑協会の代表は献金の責任を負わされ、華僑協会は、資産の査定結果から献金額を各人に割り当て、過酷な取り立てを行った。このため華僑協会は恨みを買い、非難の対象となった。
3月下旬、各州の華僑協会が出そろうと、各協会の代表をシンガポールの軍政部に集めて会議が開かれ、献金が指示された。
1942年6月25日に華僑献金の山下軍司令官に対する奉納式が行われ、献金問題が一段落すると、華僑協会の所管は昭南特別市に移管された。しかし侮辱を感じた華僑の領袖は協会を去っていった。

### 北ボルネオ
北ボルネオでは、華僑協会の結成に先立つ1942年7月26日に馬奈木敬信・ボルネオ守備軍参謀長から、華人の有力者に対して献金を促す演説が行われ、同年1942年8月に発足した華僑協会が華僑献金を推進した。

## 昭南華僑協会のその他の活動

### 移民による開墾
サイパン陥落以降（1944年秋以降）、食料の不足と、シンガポールでの連合軍との戦闘を見越して、日本軍は昭南華僑協会に命令してシンガポールの中国系住民約30万人をエンダウ入植地に移住させようとした。1年余で実現するとしていたが、終戦までに送られた華人は6千人足らずで、華僑協会の事務所の職員を加えても約1万人だった。

### 勤労奉仕隊
昭南華僑協会は勤労奉仕隊を取り仕切った。日本軍の各部隊のために「勤労奉仕隊」で働くと、米4斤がもらえると新聞などで宣伝。実際には仕事をしても給料がもらえず、日本兵から暴行を受け、白米は4両（1斤=16両）しかもらえないなど、ひどい待遇だったため、応募者は次第に減少し、制度が中止された。その後これに代る組織として「協警会（警察協助会）」が組織された。
エンダオの「新昭南模範村」を建設するための費用として4,000ドルを寄付すると、昭南特別市の篠崎厚生科長の「証明書」が得られ、勤労奉仕隊その他の軍隊への徴用が免除されるという制度もあった。「証明書」は闇で1,2万ドルで取引され、昭南華僑協会は「証明書」の発行により2,000万ドル以上を集めた。軍政監部がこの「証明書」の効力を認めない、と発表して市政庁ともめ、結局効力が確認されたこともあった。

### 慈善活動
昭南華僑協会は、双林寺に難民収容所を設立し、マレー半島から流入して来た難民に、市内の各寺院で炊出し給食を施すなど、市内の秩序回復に協力した。

### 日本人の優遇
また昭南華僑協会に登録した華僑の商店は、正面入口に協会員であるしるしの大きな幕を垂らし、日本人が買物に行くと誰彼の別なく1割を引いたとされる。

## 華僑協会のその後
シンガポールでは、終戦後、華僑献金に協力した華人の有力者は対日協力者の烙印を押され、理事長・献金主任の呂天保、総務の曾紀辰は香港に亡命した。また林文慶博士も一時は漢奸と呼ばれた。